# Hulaspis dombeyae
Hulaspis dombeyae är en insektsart som först beskrevs av Hall 1929.  Hulaspis dombeyae ingår i släktet Hulaspis och familjen pansarsköldlöss.
Artens utbredningsområde är Zimbabwe. Inga underarter finns listade i Catalogue of Life.